# Andrej Żelazkow
Andrej Żelazkow (ur. 9 lipca 1952 w Radnewie) – bułgarski piłkarz grający na pozycji pomocnika, trener i działacz piłkarski.

## Kariera piłkarska
Karierę piłkarską rozpoczął w Slawii Sofia, gdzie bez przerw występował przez dziesięć sezonów. Szczególnie udany dla zespołu, ale i dla niego osobiście, były dwa ostatnie: Sławia najpierw zdobyła Puchar Armii Sowieckiej, a rok później ponownie awansowała do finału tych rozgrywek oraz dotarła do ćwierćfinału Pucharu Zdobywców Pucharów; Żelazkow zaś otrzymał nagrodę dla najlepszego piłkarza roku 1980 w Bułgarii. Udane występy na boiskach krajowych i międzynarodowych zaowocowały transferem do Feyenoordu, w którym - jako podstawowy zawodnik - grał przez kolejne trzy lata. Jego partnerami byli wówczas m.in. wicemistrz świata Willem van Hanegem, młody Ruud Gullit, a także - w sezonie 1983–1984 - Johan Cruijff. Zresztą właśnie te rozgrywki były najbardziej owocne: klub prowadzony przez Thijsa Libregtsa po dziesięcioletniej przerwie odzyskał tytuł mistrza Holandii, ponadto zdobył Puchar kraju. W drugiej połowie lat 80. Żelazkow bez większych sukcesów grał w Slawii, RC Strasbourg i belgijskim Beerschot VAC.
W reprezentacji Bułgarii zadebiutował w 1974 roku. Spełnieniem jego reprezentacyjnej kariery był udział w Mundialu 1986, na którym podopieczni Iwana Wucowa - po raz pierwszy w historii - przebrnęli przez fazę grupową i awansowali do drugiej rundy turnieju, w której przegrali 0:2 z Meksykiem. Żelazkow, który był najstarszym zawodnikiem ekipy (34 lata), zagrał w trzech spotkaniach, ale tylko w jednym - z Argentyną - od pierwszej do ostatniej minuty. W pozostałych dwu (z Włochami i Koreą Południową) pojawiał się na boisku odpowiednio w '74 i '87 minucie.

## Sukcesy piłkarskie
- Puchar Armii Sowieckiej 1975 i 1980, finał Pucharu Armii Sowieckiej 1972 i 1981 oraz ćwierćfinał Pucharu Zdobywców Pucharów ze Slawią Sofia
- mistrzostwo i Puchar Holandii 1984 z Feyenoordem Rotterdam
- Piłkarz roku 1980 w Bułgarii
- Rekordzista Slawii Sofia pod względem liczby meczów (338) i strzelonych bramek (136).

W reprezentacji Bułgarii od 1974 do 1986 roku rozegrał 54 mecze i strzelił 9 bramek - 1/8 finału Mundialu 1986.

## Kariera szkoleniowca i działacza
Po zakończeniu kariery piłkarskiej pracował w sztabach szkoleniowych Lewskiego Sofia (na przełomie 1996 i 1997 roku został nawet tymczasowo pierwszym trenerem), Łokomotiwu Płowdiw i Łokomotiwu Sofia.
Od 1997 do 2004 roku był agentem piłkarskim.
Następnie jako scout współpracował z Feyenoordem (2004–2006) oraz jako menedżer z Nafteksem Burgas (od 2006).